# کالاتیا رزپیکتا
کالاتیا رزپیکتا(نام علمی: Calathea roseopicta) نام یک گونه از تیره مارانتائیان است.